# Isodictya histodermella
Isodictya histodermella är en svampdjursart som beskrevs av de Laubenfels 1942. Isodictya histodermella ingår i släktet Isodictya och familjen Isodictyidae. Inga underarter finns listade i Catalogue of Life.